# Exemplum
Un exemplum (au pluriel exempla) est une forme de récit bref qui vise à donner un modèle de comportement ou de morale. Il s’agit à la fois d’une fonction rhétorique (codifiée entre autres par Quintilien) et d’un type particulier de récit qui vise à persuader l’auditoire ou le lecteur. Son contenu est très varié, de même que ses emplois : dans les sermons, les ouvrages moraux ou théologiques, les discours juridiques… Ses deux principales formes sont l’exemplum rhétorique, porteur d’une morale et d’un modèle de comportement que l’on pourrait qualifier de civique, et l’exemplum homilétique, qui véhicule une morale religieuse et est principalement employé par les prédicateurs à partir du XIIIe siècle.

## Définition

### L’exemplumantique
L’un des principaux sens du mot exemplum au Moyen Âge est celui d’exemple à suivre, de modèle de comportement. Cette notion est directement héritée de l’Antiquité : dans La Rhétorique à Herennius, attribuée à Cicéron durant le Moyen Âge, cet exemplum rhétorique est défini comme un fait ou une parole appartenant au passé, cités par un personnage digne de foi. Il est notamment employé pour persuader un auditoire durant un procès. Cette vision de l’exemplum se retrouve tout au long du Moyen Âge, par exemple dans les Miroirs des princes, en reprenant une situation ou des personnages appartenant à l’Antiquité.
Ce type d’exemplum fait appel à la mémoire de la nation, jouant sur les registres (par ordre hiérarchique) du plaisir (delectatio), de l’émotion et de la persuasion. Il s’agit en fait d’exhorter l’assistance à être digne de ses ancêtres.

### L’exemplummédiéval et le renouveau de la prédication
La littérature du Moyen Âge central applique indifféremment le terme d'exemplum aux épisodes de l'Histoire sainte, recueillis dans la Bible, et aux récits exemplaires non canoniques qui leur sont assimilés en raison de leur portée typologique ou morale. Les exempla bibliques sont sans doute les plus cités et les plus connus de toute la littérature exemplaire médiévale.
La prédication connaît un profond renouvellement dès la fin du XIIe siècle, et surtout au XIIIe siècle, avec la création de l’université et des Ordres Mendiants. La première offre un cadre d’instruction dont la finalité principale est la formation des élites sociales, futurs responsables ecclésiastiques (prélats) et civils, théologiens et juristes destinés à assumer notamment le contrôle de la parole publique .
Dans ce contexte, l’exemplum sort de sa fonction strictement persuasive pour revêtir l’aspect d’une illustrative story (récit qui illustre), donnant une leçon salutaire à un auditoire en étant inséré dans un discours religieux, et se retrouve chargé d’une plus grande valeur morale. On peut également en retrouver dans des œuvres morales écrites en langue vulgaire, comme dans le Ménagier de Paris, ou le Livre de philosophie et de moralité.
Les sources des exempla sont très diverses, allant de la Bible aux légendes, en passant par les vies de saints, les chroniques, les textes patristiques et les fables. Au XIIIe siècle, il est courant que le prédicateur tire certains exempla de sa propre expérience. Leur vraisemblance est exprimée, pour la plupart d’entre eux, par leur inscription dans un espace défini, proche et que les fidèles assistant au sermon du prédicateur sont capables d’appréhender.
Quatre critères sont susceptibles de fonder un classement des exempla :
- La source, qui peut être soit judéo-chrétienne ou chrétienne, soit païenne antique, soit postérieure au IXe siècle.
- La nature de l’information : on distingue l’exemplum livresque, introduit par des verbes tels que legi (j'ai lu), et l’exemplum par ouï-dire, introduit par audivi (j'ai entendu).
- La nature des personnages : il peut s’agir d’êtres surnaturels, d’hommes ou d’animaux.
- La structure formelle et logique de l’exemplum: elle peut se fonder sur l’analogie (de même que…, de même) ou sur une métonymie généralisatrice, tirant un enseignement de portée générale à partir d’un cas particulier[5].

Il reste néanmoins impossible de le définir comme un genre littéraire. Les exempla n’ont pas d’unité véritable, que ce soit dans la forme ou dans le fond : leur longueur varie considérablement, les sujets abordés sont très divers et le mode de narration change constamment, passant d’un récit entendu (ou lu) puis rapporté par le prédicateur à une situation qu’il a vécue lui-même. La seule unité que l’on peut y trouver est sa volonté de convaincre à travers un récit plus ou moins développé.
Méprisés pendant des années car dépourvus de recherche littéraire, les exempla intéressent les historiens à plus d'un titre. Leur mise en recueil pose de nombreuses questions sur les techniques de lecture, sur l'organisation de l'information, qui doit être trouvée rapidement, ainsi que sur l'usage de ces recueils comme outils intellectuels. Car ces ouvrages ne sont pas des objets de consommation littéraire, mais bien des outils de travail pour les prédicateurs. Pour le public, il n’est pas non plus question de voir dans ces recueils un genre littéraire, car les exempla ne font sens qu’une fois insérés dans le sermon du prédicateur : lui seul lui donne en effet sa valeur de discours convaincant et salutaire, l’exemplum n’ayant pas de valeur littéraire autonome. Il peut être défini finalement comme un genre de message narratif, didactique et extra-littéraire, dont la nouvelle et le conte sont les équivalents littéraires. (Pour plus de précisions sur ce sujet, consulter l’article de Nicolas Louis, « Exemplum ad usum et abusum : définition d'usages d'un récit qui n'en a que la forme » (voir bibliographie).)

### Les genres dérivés
Si l’exemplum ne peut être réellement considéré comme un genre littéraire, les histoires rapportées par les prédicateurs se retrouvent par la suite à de nombreuses reprises dans les genres du conte et de la nouvelle : il s’agit dans les deux cas d’un récit assez bref et mettant en avant un certain type de comportement qui a pour conséquence de déclencher une suite d'évènements.
Le genre du conte pieux s’est notamment développé en France au XIIIe siècle et au XIVe siècle, consistant en une amplification et une dramatisation de l’exemplum. On peut penser à la Vie des Pères, au Tombel de Chartrose ou au Rosarius.
La nouvelle, très peu présente en France et se développant principalement en Italie, partage avec l’exemplum les mêmes principes générateurs : la brièveté, la linéarité du récit et le plaisir de l’écoute ou de la lecture. Néanmoins, dans la nouvelle, la vérité du récit n’est plus absolue mais narrative, et sa linéarité peut se retrouver entrecoupée d’intrigues secondaires. La coexistence des deux formes pousse des auteurs tels que Dante et Boccace à la théorisation de la littérature narrative.

### La postérité de l’exemplummédiéval
L’exemplum ne disparaît pas à la Renaissance : il existe des exempla protestants, d’autres s’inscrivant dans le courant de la Contre-Réforme, ainsi que des exempla laïcisés, et ce tout au long de la période moderne. Il ne connaît de véritable recul qu’avec l’apparition de l’âge industriel au XIXe siècle.

## L'usage de l’exemplumet l'apparition des recueils d’exempla[11]

### Les premiers recueils monastiques: le cas particulier de l'usage cistercien[12]
Les cisterciens, friands d’histoires contenant une morale, ont été le premier groupe à développer une entreprise systématique et organisée de collecte d’exempla. La première génération de recueils se compose du Livre des Miracles (Liber Miraculorum) d’Herbert de Clairvaux et du Livre des Miracles et Visions (Liber Miraculorum et Visionum) : tous deux datent de la fin du XIIe siècle et sont assez peu organisés. La seconde génération, à savoir Le Grand Exorde de Cîteaux composé par Conrad d’Eberbach au début du XIIIe siècle et le Dialogue des Miracles (Dialogus miraculorum) de Césaire de Heisterbach, est en revanche mieux organisée. Cette volonté de transmission est due à un intérêt grandissant des cisterciens pour la fonction pastorale.
Les exempla cisterciens développent des histoires purement monastiques, se produisant en général dans l’enceinte du monastère. Le moine qui fait l’expérience de miracles partage celle-ci avec ses frères et surtout avec l’abbé, qui doit être au courant de tout ce qui concerne ses moines et de ce qu’il advient d’eux par la suite. C’est la communauté tout entière qui transmet ensuite cette histoire à d’autres moines, notamment lors des chapitres généraux de l’ordre qui, selon l’expression de Brian Patrick McGuire, constituent de « véritables foires aux récits ». Il revient également à la communauté de s’assurer de la véracité des visions, pour ne pas transmettre de faux récits.
Cette importance de la discussion entre moines est également basée sur la conception cistercienne de la communion des saints : les vivants et les morts doivent s’entraider. Ce qui explique le grand nombre de récits faisant appel aux âmes de frères décédés qui apportent une aide aux vivants, ou au contraire la demandent.

### Dans la prédication
L’usage de l’exemplum par les prédicateurs est guidé par une triple logique : offrir un exemple d’un comportement à imiter ou à éviter pour mieux illustrer un sermon, sortir d’un discours purement exégétique, et soutenir l’attention parfois chancelante du public.
Désirant posséder rapidement de la matière, les prédicateurs commencent à rédiger des recueils d’exempla, spécialement destinés à l’usage des autres prédicateurs. Les exempla inclus dans les sermons du prédicateur Jacques de Vitry sont ainsi mis en recueil et constituent une source majeure d’inspiration pour les premiers d’entre eux. Le plus important, sinon le plus volumineux, est le Traité des matières à prêcher (Tractatus de diversis materiis predicabilibus) du dominicain Étienne de Bourbon, composé entre 1250 et 1261 et qui regroupe près de 3 000 récits. Ces recueils ont d’abord été composés dans un ordre logique, puis organisés dans l’ordre alphabétique des rubriques dès la fin du XIIIe siècle : le premier exemple en est le Livre des exemples à l'usage des prédicateurs (Liber exemplorum ad usum predicantium), composé vers 1275, suivi deux ans plus tard par la Table des exemples (Tabula exemplorum). Ce système est perfectionné dans l’Alphabet des récits (Alphabetum narrationum) d’Arnold de Liège, composé entre 1297 et 1308, par un système de renvoi de mots-clés.
La grande majorité de ces recueils sont en latin, que le sermon lui-même soit prononcé en latin ou en langue vulgaire. Ce n’est que dans le courant du XIVe siècle que l’on commence à voir apparaître des recueils d’exempla en français, comme les Contes moralisés, de Nicole Bozon, ou le Ci nous dit, composé entre 1313 et 1330. Nombre de recueils rédigés en latin sont traduits en vernaculaire au XVe siècle : l’Alphabetum narrationum en catalan et en français, les Fables (Fabulae) d’Eudes de Cheriton en espagnol, les Gestes des Romains (Gesta Romanorum) en français, anglais, allemand et hollandais. Ces traductions témoignent de l’engouement du public pour l’exemplum comme un récit semblable à la nouvelle et au conte.

## L’apport de l’étude desexemplaà l’histoire et à l’anthropologiehistorique
En France, l’étude du récit exemplaire a été initiée par Jean-Thiébaut Welter en 1927 avec la parution de sa thèse L’Exemplum dans la littérature religieuse et didactique du Moyen Âge. Il s’appuie sur son propre travail, mais également sur un mouvement d’éditions de la deuxième moitié du XIXe siècle, notamment des œuvres de Jacques de Vitry par Thomas Frederick Crane et de celles de Césaire de Heisterbach par Joseph Strange. Puis l’intérêt pour les exempla renaît au cours des années soixante, en même temps que l'apparition de celui pour l’histoire des mentalités dans les recherches historiques et anthropologiques, à travers l’École des Annales.
C’est dans ce contexte qu’en 1969 Frederic Tubach publie son Index Exemplorum, un immense travail s’appuyant sur toutes les éditions antérieures et recensant tous les récits exemplaires édités jusqu’alors. D’autres recherches voient le jour, s’interrogeant principalement sur la narratologie et la morphologie de l’exemplum.
Ces recherches rejoignent celles menées par Jacques Le Goff à son séminaire de l’École pratique des hautes études au sujet des rapports entre culture savante et culture folklorique dans l’Occident médiéval. La relation entre folklore et littérature exemplaire est approfondie par Jean-Claude Schmitt dès 1975, puis par Claude Bremond à partir de 1978, lequel s’interroge sur la structure du récit exemplaire et sur sa logique. La même année apparaît le Groupe de recherche sur les exempla médiévaux, fondé au sein du Groupe d’anthropologie historique de l’Occident médiéval (GAHOM) dont les membres appartiennent soit à l’EHESS, soit au CNRS. Actuellement dirigé par Marie Anne Polo de Beaulieu et Jacques Berlioz, il a comme objectifs l’édition des recueils les plus importants, l’élaboration d’un système d’indexation des exempla et l’étude du contenu des récits exemplaires, afin de fournir aux chercheurs la base documentaire la plus complète possible tout en proposant une réflexion sur la nature et la fonction des exempla. Les bases de données ThEMA (Thesaurus Exemplorum Medii Aevi), RELEx (Ressources En Ligne Exemplaires) et BibliEx (Bibliographie des Exempla) en sont le résultat, fondé sur des collaborations internationales grâce aux travaux de Carlo Delcorno sur l’exemplum en Italie, ceux de Maria Jesus Lacarra pour l’Espagne, et ceux de Peter Von Moos et de Markus Schürer pour l’Allemagne (voir bibliographie).
Actuellement, les recherches sur les exempla sont pensées selon une triple approche :
- des études anthropologiques portant sur la parenté, les relations familiales et les comportements religieux ;
- des recherches portant sur le vocabulaire exemplaire afin d’en saisir les procédés rhétoriques ;
- des études narratologiques visant à mettre en évidence des schémas narratifs récurrents communs aux divers genres du récit[14].

Les exempla sont en effet une source particulièrement précieuse pour l’historien. Ils permettent de cerner les croyances que les prédicateurs veulent transmettre aux fidèles et les comportements qu’ils cherchent à faire disparaître. Ils apportent également, de manière involontaire, des informations sur la vie quotidienne des laïcs et sur leurs croyances. Dans ce domaine, l’analyse historienne des exempla associe l’étude de leur structure et de leur contenu à celle du « fonctionnement de la société médiévale à travers ses structures de l’imaginaire et l’action de l’Église, comme centre de production idéologique. ».
Enfin, ils sont très utiles dans l’étude des thèmes « folkloriques » du Moyen Âge, puisque le prédicateur se voit obligé de faire appel à la culture orale des laïcs pour en extraire des récits et de les introduire dans son sermon sous la forme d’exempla moralisés, dans le but de créer une connivence avec son public. En cela, l’exemplum est, selon la formule de Jacques Le Goff, « une voie d’accès vers un des substrats culturels de l’Europe ».

## Principaux recueils d’exempla
- Anonyme, Ci nous dit (entre 1313 et 1330)
- Anonyme, Liber exemplorum (vers 1275)
- Arnold de Liège, Alphabetum Narrationum (ante 1308)[17]
- Césaire de Heisterbach, Libri VIII miraculorum (XIIIe siècle)
- Césaire de Heisterbach, Dialogus miraculorum (vers 1220)
- Collectaneum exemplorum ac visionum Clarevallense (vers 1170-1180)
- Étienne de Bourbon, Tractatus de diversis materiis predicabilibus (entre 1250 et 1261)
- Herbert de Clairvaux, Liber miraculorum (XIIe siècle)
- Humbert de Romans, De Dono timoris (entre 1263 et 1277)
- Raymond Lulle : Le Livre des Bêtes (LLibre de les Besties), septième chapitre du roman Felix o LLibre de les Meravelles del Mon (1286)
- Jean Gobi le Jeune, Scala coeli (entre 1323 et 1330)
- Nicole Bozon, Contes moralisés (XIVe siècle)
- Philippe de Ferrare O.P., Liber de introductione loquendi (entre 1321 et 1347)
- Thomas de Cantimpré, Bonum universale de apibus (XIIIe siècle)

## Sermons riches enexempla
- Césaire de Heisterbach, Homiliae de infantia Servatoris (XIIIe siècle)
- Bernardin de Sienne, Le prediche volgari (entre 1424 et 1427)
- Jacques de Vitry, Sermones feriales et communes (XIIIe siècle)
- Jacques de Vitry, Sermones vulgares (XIIIe siècle)
- Jacques de Voragine, Sermones aurei-Quadragesimales (XIIIe siècle)
- Jacques de Voragine, Sermones de sanctis (entre 1267 et 1286)
- Raoul de Châteauroux, Paris, BnF, lat. 16481 et 16482 (XIIIe siècle)
- Vincent Ferrier, Sermones (entre 1411 et 1412)
- Nicolas de Hacqueville, Sermones dominicales (XIVe siècle).